# Hypotrachyna bogotensis
Hypotrachyna bogotensis är en lavart som först beskrevs av Vain., och fick sitt nu gällande namn av Hale. Hypotrachyna bogotensis ingår i släktet Hypotrachyna och familjen Parmeliaceae.   Inga underarter finns listade i Catalogue of Life.